# Nicotine & Gravy
«Nicotine & Gravy» es el tercer y último sencillo del álbum Midnite Vultures, correspondiente al músico estadounidense Beck. Este sencillo fue lanzado el 30 de julio de 2000 a través de la discográfica Geffen Records. La canción "Zatyricon" cuenta con la participación de Tony Hoffer, uno de los ingenieros del álbum.
Este sencillo viene con el vídeo musical incluido.

## Lista de canciones
CD
1. «Nicotine & Gravy» – 5:15
2. «Midnite Vultures» – 7:18
3. «Zatyricon» – 5:16
4. «Nicotine & Gravy» (video)